# Etropus ciadi
Etropus ciadi är en fiskart som beskrevs av Van der Heiden och Plascencia González 2005. Etropus ciadi ingår i släktet Etropus och familjen Paralichthyidae. IUCN kategoriserar arten globalt som livskraftig. Inga underarter finns listade i Catalogue of Life.